# Euplokamis crinita
Euplokamis crinita är en kammanetart som först beskrevs av Moser 1909.  Euplokamis crinita ingår i släktet Euplokamis och familjen Euplokamidae. Inga underarter finns listade i Catalogue of Life.